# Angelo Pirovano
Angelo Pirovano (Missaglia, 9 agosto 1922 – ...) è stato un calciatore italiano, di ruolo centrocampista.

## Carriera
Dopo gli esordi con la Caratese e la Pro Vercelli, debutta in Serie B nella stagione 1946-1947 con il Seregno, disputando tre campionati cadetti prima della retrocessione in Serie C avvenuta nel 1949.
Al termine della stagione 1949-1950 raggiunge nuovamente con i lombardi la Serie B e vi disputa un altro campionato prima della nuova retrocessione in Serie C. In totale conta 105 presenze nei quattro campionati cadetti giocati con la maglia del Seregno.

## Palmarès

### Club

#### Competizioni nazionali
- Serie C: 1

Seregno: 1949-1950